# 알폰소 사스트레

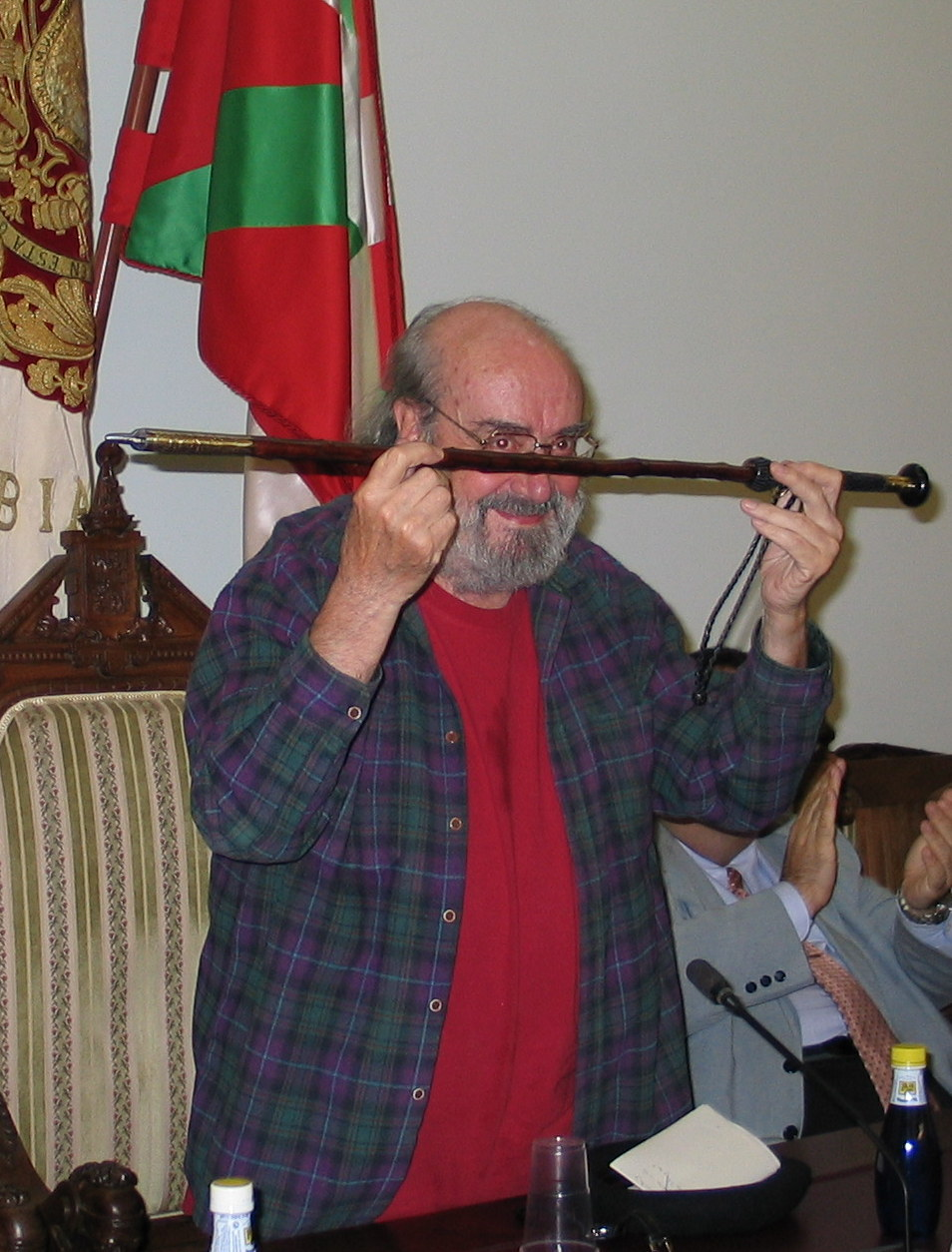

알폰소 사스트레(Alfonso Sastre, 1926년 2월 20일 ~ 2021년 9월 17일)는 스페인의 극작가다.
사르트르극의 영향을 받아 실존주의적인 태도로 1953년에는 《사형수의 수색》을 썼고, 1959년에는 투우사를 주제로 하여 피카소의 그림을 상기시키는 다채로운 작품 《라 코르나다》를 발표하여 화제가 되었다.